# Alpinia pahangensis
Alpinia pahangensis är en enhjärtbladig växtart som beskrevs av Henry Nicholas Ridley. Alpinia pahangensis ingår i släktet Alpinia och familjen Zingiberaceae. Inga underarter finns listade i Catalogue of Life.